# PlayOnline
PlayOnline（プレイオンライン）は、スクウェア・エニックスが提供するネットワークサービスである。略称POL。ベータ版の開発プロデューサーは松野泰己。

## 概要
旧スクウェア、スクウェア・エニックスが提供するオンラインゲーム（旧エニックスが発売したオンラインゲームは含まない）をプレイする場合、このサービスを利用して管理するサーバにログイン後、ゲームがプレイ可能になる。
2000年1月のイベント「スクウェア・ミレニアム」で『ファイナルファンタジーIX』・『X』・『XI』と同時に発表され、2001年9月にベータテストが開始した。『FFXI』に合わせて2002年5月にPlayStation 2向けに、11月にWindows向けに、2006年4月にXbox 360向けに正式サービスを開始した。
サービスの利用には専用のブラウザソフトウェア「PlayOnline Viewer」が必要であり、いずれのプラットフォームでもハードディスクドライブにPlayOnline Viewer等をインストールしなければならない。
2003年4月にスクウェアとエニックスが合併する以前は、PlayOnline.comはスクウェアの公式ホームページを兼ねていた。
『FFX』の付属DVDに収録されていた映像では、「プレイオンラインを通してリアルでも恋人ができるかも?」といったドラマが入っており、『FFXI』のCMや広告でもプレイオンラインを通してリアルでの結婚や出会いを推奨するような内容が多い。

## 提供中のコンテンツ
2020年11月時点、Windows版の1タイトルが提供されている。電子メールやチャットのサービスも提供されている。
ファイナルファンタジーXI（Windows）
人気シリーズの系譜に組み込まれた日本国産最大級のMMORPG。

## 終了したコンテンツ

### ゲーム
テトラマスター（PS2・Windows）
ファイナルファンタジーIX由来の対戦型カードゲーム。2010年12月31日にサービス終了。
雀鳳楼（PS2）
4人打ち対戦麻雀。2010年12月31日にサービス終了。
ダージュ オブ ケルベロス ファイナルファンタジーVII（PS2）
運営スタッフが直接イベントに関わるなど更新も積極的だったが、プレイ人口が当初から延びず、過疎化の進行が早く、ついに運営が見切りをつけサービス終了。
ファンタジーアース（Windows）
国家間戦争を主題とした対戦アクション。スクウェア・エニックスによる運営は2006年10月30日で終了し、ゲームポットによる運営に移行し「ファンタジーアース ゼロ」と改題された。
FRONT MISSION ONLINE（PS2・Windows）
オンラインTPS。2008年5月31日サービス終了。
ファイナルファンタジーXI（PS2・Xbox 360）
人気シリーズの系譜に組み込まれた日本国産最大級のMMORPG。2016年3月31日サービス終了。

### ゲーム以外のコンテンツ
植松伸夫のツルッといっときますか&2（コラム・読者投稿コーナー）
後にウェブ上のスクエニミュージックに継承された。基本的な内容は「最初のお便りはFFXIで知り合った女性がリアルでの出会いを断固拒否してきます。と、男なんじゃないの?（笑）」といった雑談。
アルタナ大全（ファイナルファンタジーXIの世界設定の紹介）
更新停滞気味であったが、ウェブの普及から歴史的役割を終えたと発表され閉鎖された。
ヴァナ・ディールトリビューン&2
『ファイナルファンタジーXI』のゲーム内情報誌。2から読者投稿による伝言コーナーが増えたが、毎月届くコメントは日米合わせて5通程で、サンプルメッセージが常に掲載されている閑散ぶりであった。現在バックナンバー閲覧可能。
鈴木みその漫画「ライブガ」
『FFXI』に関する体験記だったが、わずか2回の連載で打ち切り。
ファイナルファンタジーXII情報
POL会員限定情報の公開という公約は結果的にウェブ版公式サイトの一部ページ削除という形で守られた。
ラジアータ ストーリーズ情報
旧エニックス関連のコンテンツが初めて登場した。
ロマンシング サガ -ミンストレルソング-情報
壁紙コーナー・フレンドリストと連動し、小林・直良のイラストが大幅に提供された。
ファイナルファンタジーVII アドベントチルドレン情報
現在、最後に制作されたオリジナルコンテンツである。

### 運営していたコンテンツ
エバークエスト2
POL対応作品ではないが、POLの管轄で運営されていた。会員数が伸び悩み、半年で本来の運営元であるSony Online Entertainment（SOE）に移管され、スクウェア・エニックスによるサービスを終了した。現在はSOEが直営している。
2005年のスクウェアエニックスパーティーでは試遊コーナーの客足が悪く、イベント賞品であるPOLタオルを配るといった呼び込みがされていた。

## 関連する状況
- 2005年2月8日 いわゆるフィッシング詐欺による被害が報告された。詐欺をおこなったユーザーには強制退会処分が行われた。
- 2005年4月15日 4月9日より続いているPlayOnlineのサーバ群のネットワークトラブルが、不特定の第三者によるDDoS攻撃であることが発表された。
- 2010年6月4日 何者かにより特定コンピューター端末への攻撃を受け、PlayOnline契約者のユーザーID，パスワード，その他登録情報の一部が漏洩する事件が発生。
- 2010年9月22日 「テトラマスター」「雀鳳楼」「プレイオンライン・プラス」の2010年内終了が発表された。
- 2010年12月31日 「テトラマスター」「雀鳳楼」「プレイオンライン・プラス」のサービスが終了し、ゲームコンテンツがファイナルファンタジーXIのみとなる。